# Felix Franz
Pour les articles homonymes, voir Franz.
Felix Franz (né le 6 mai 1993 à Ludwigsbourg) est un athlète allemand, spécialiste du 400 m haies.
Son record est de 48 s 96 battu le 13 août en demi-finale des Championnats d'Europe 2014 à Zurich, ce qui lui permet de terminer 5e en finale, en 49 s 83.